# رقابت همیلتون و روزبرگ
رقابت همیلتون و روزبرگ یک رقابت فرمول یک بین راننده انگلیسی لوئیس همیلتون و راننده آلمانی نیکو روزبرگ بود. این رقابت در طی چهار سال حضور به صورت هم‌تیمی در مرسدس از ۲۰۱۳ تا ۲۰۱۶ بیشتر دیده شد. دوره‌ای که دو راننده بر فرمول یک تسلط داشتند. در این دوره روابط این دو تیره و تار شد و در برخی مواقع منجر به درگیری‌های ناپایداری در داخل و خارج از مسیر شد، در حالی که این دو در اوج رقابت با تهدید به تعلیق مواجه شدند. این رقابت با رقابت پراست و سنا مقایسه شده‌است.